# Inre Tvåtjärnen (Lycksele socken, Lappland, 718451-164444)
Inre Tvåtjärnen är en sjö i Lycksele kommun i Lappland och ingår i Umeälvens huvudavrinningsområde.